# Castelnau-d'Anglès
 Castelnau-d'Anglès  (en occitano Castèthnau d'Anglés) es una población y comuna francesa, ubicada en la región de Mediodía-Pirineos, departamento de Gers, en el distrito de Mirande y cantón de Montesquiou.

## Demografía
| 114 | 102 | 96 | 87 | 87 | 90 |
| Para los censos de 1962 a 1999 la población legal corresponde a la población sin duplicidades (Fuente: INSEE [Consultar]) |     |    |    |    |    |